# Monteverdi (motoryzacja)
Monteverdi – byłe szwajcarskie przedsiębiorstwo produkujące luksusowe samochody sportowe, osobowe oraz terenowe.

## Historia
W roku 1967 na salonie samochodowym we Frankfurcie nad Menem został zaprezentowany Monteverdi High Speed 375S. W 1968 roku został pokazany kolejny model Monteverdi, Monteverdi High Speed 375L. Nadwozia dla firmy Monteverdi produkowała firma Frua, jednak ze względu na dobrą sprzedaż pojazdów, nie nadążała z ich produkcją. Nowym producentem nadwozi została włoska firma Carrozzeria Fissore. W 1970 roku został przedstawiony model Monteverdi Hai 450SS. Od 1971 roku produkowany był sztandarowy model High Speed 375/4. W 1972 roku na salonie w Genewie zostało zaprezentowane 2-drzwiowe coupé Berlinetta, a na bazie tego modelu powstała w dwóch egzemplarzach wersja kabriolet Palm Beach. W 1978 roku powstał pierwszy terenowy samochód firmy Monteverdi Sahara. Kolejnym modelem był Safari, który bazował na Range Rover. W 1977 roku zadebiutował model Sierra, który zastąpił serię 375. W 1978 roku powstała odmiana kabriolet w dwóch egzemplarzach oraz kombi w jednym egzemplarzu. W 1990 roku został zakupiony brytyjski zespół Formuły 1 Onyx, którego nazwa została zmieniona na Monteverdi-Onyx. Bolidy z silnikami Ford Cosworth nie odniosły jednak sukcesu; mimo to stały się podstawą prototypu Hai 650 F1, który był ostatnim stworzonym modelem przez Monteverdi. W 1984 roku zakończono produkcję samochodów, a zakład przekształcono w muzeum Monteverdi, które zostało otwarte w 1985 roku.
W 1990 roku Monteverdi rywalizowało w dwóch Grand Prix Formuły 1 po uprzednim przejęciu Onyx Grand Prix.

## Modele
- Monteverdi High Speed 375S
- Monteverdi High Speed 375L
- Monteverdi High Speed 375C
- Monteverdi High Speed 375/4
- Monteverdi 2000 GTI
- Monteverdi Hai 450 SS
- Monteverdi Hai 450 GTS
- Monteverdi Sierra
- Monteverdi Safari
- Monteverdi Sahara
- Monteverdi Hai 650 F1

## Galeria

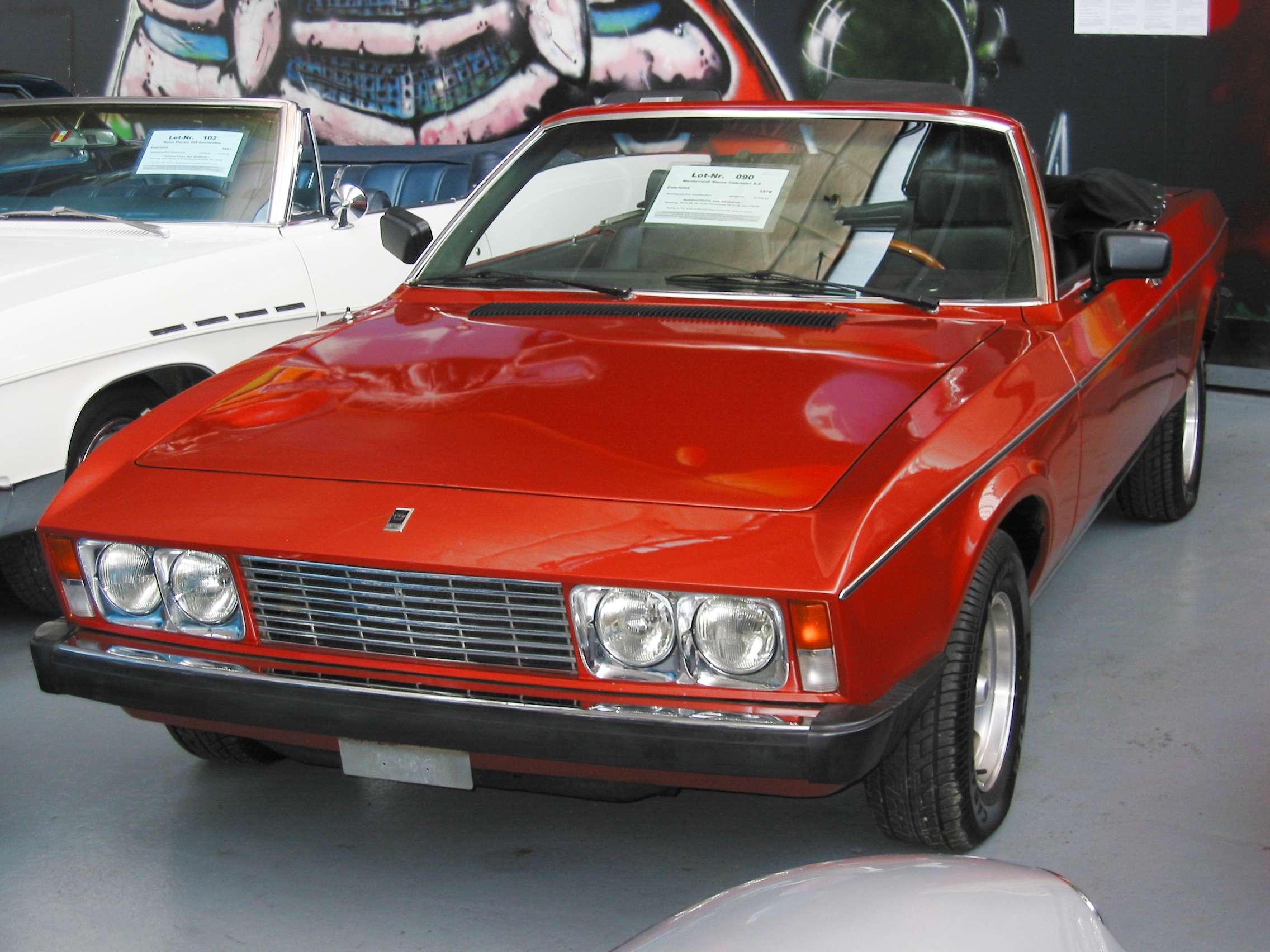
Monteverdi Sierra
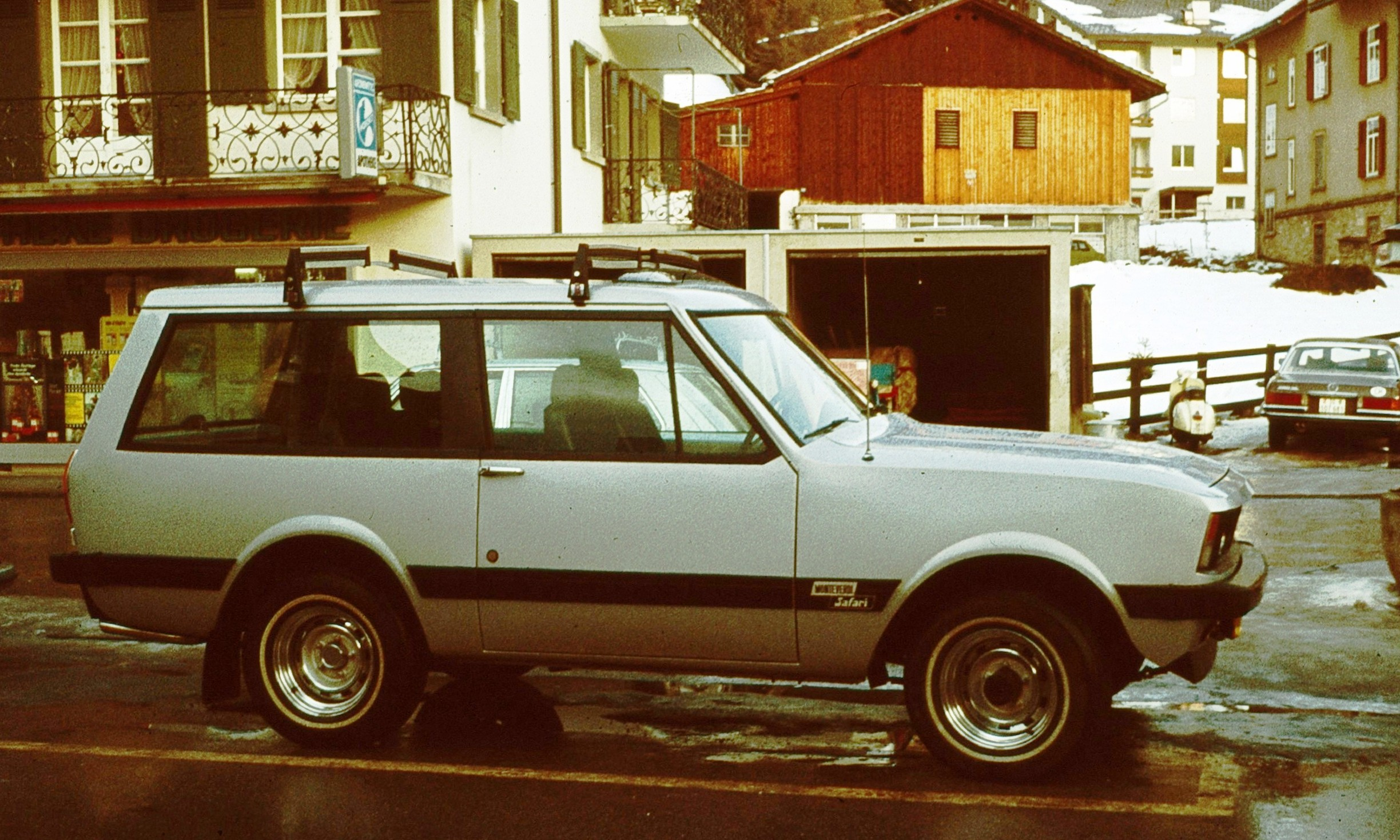
Monteverdi Safari
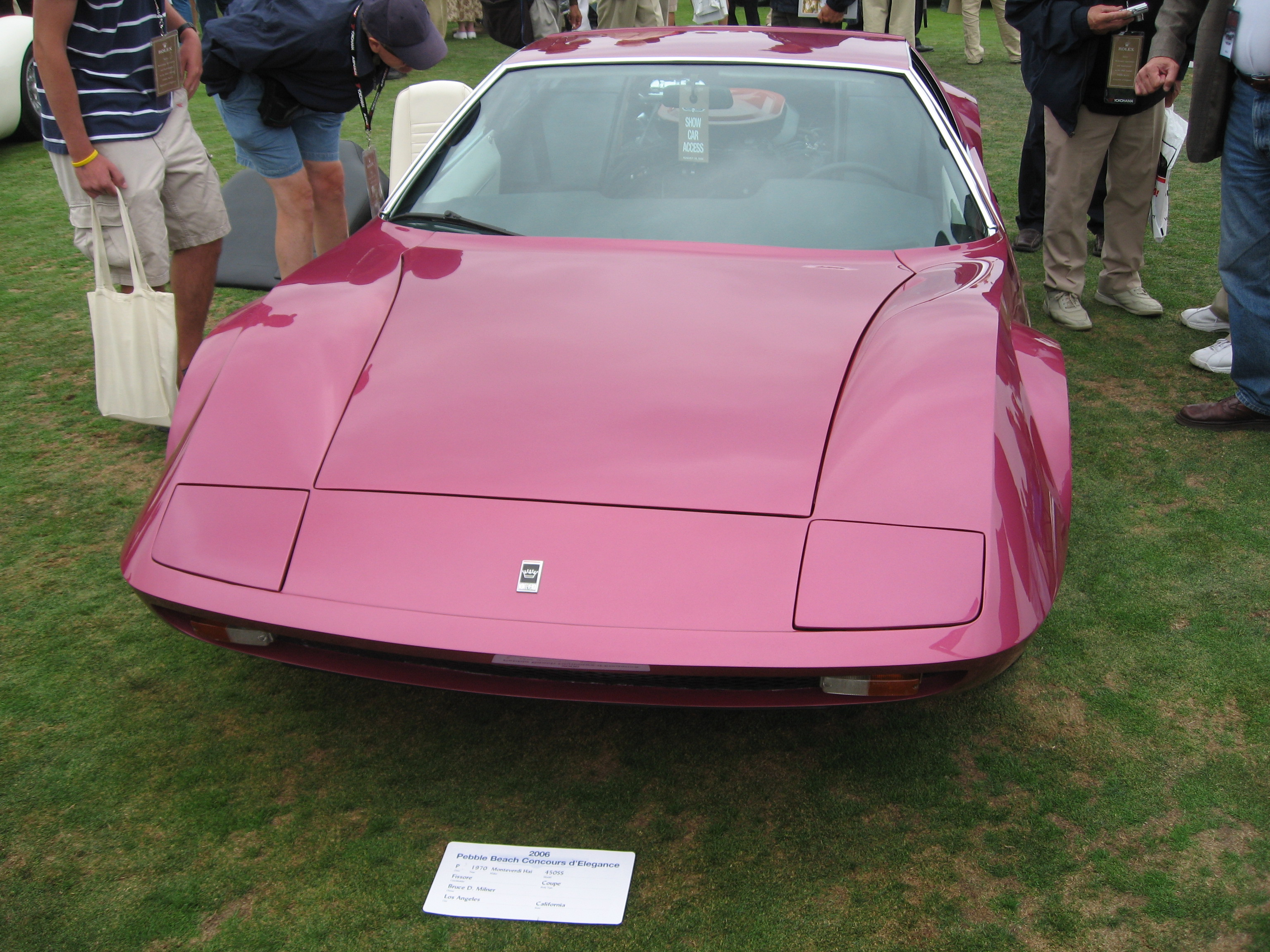
Monteverdi Hai 450SS
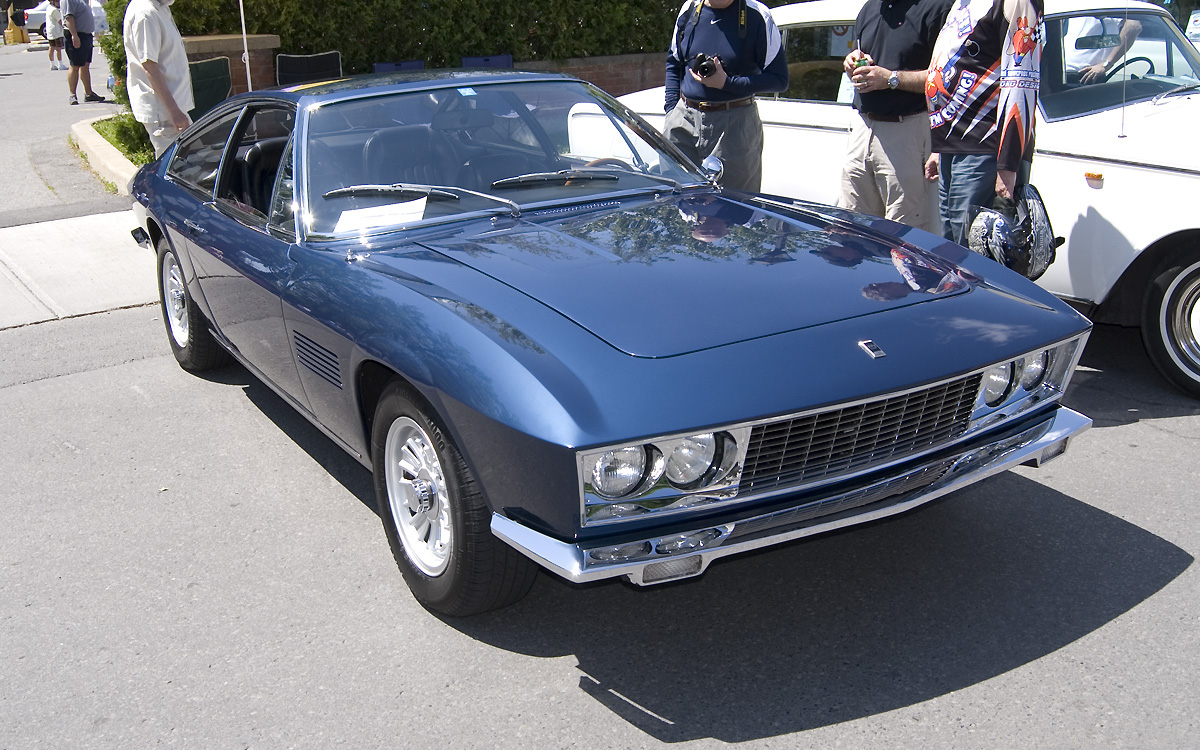
Monteverdi High Speed